# Berlin-Buckow
« Buckow » redirige ici. Pour les autres significations, voir Buckow (homonymie).
Berlin-Buckow  est un quartier de Berlin, faisant partie de l'arrondissement de Neukölln. Depuis 2002, ce quartier a la particularité d'être divisé en deux parties séparées par le quartier de Gropiusstadt.

## Géographie

### Présentation
Situé dans la banlieue sud de Berlin, Buckow est le seul « Ortsteil » à compter une exclave (Buckow-II), séparée par le Gropiusstadt. 
Les autres localités berlinoises bordant Buckow sont Britz, Rudow, Lichtenrade et Mariendorf (toutes deux dans le district de Tempelhof-Schöneberg). 
Buckow a également une frontière avec la municipalité brandebourgeoise de Schönefeld (Dahme-Spreewald district). 
Sa zone résidentielle est contiguë à la paroisse civile de Großziethen.

### Subdivisions
Buckow est divisée en deux zones (Ortslagen) :
- Buckow-I (zone principale) ;
- Buckow-II (l'exclave).

## Histoire

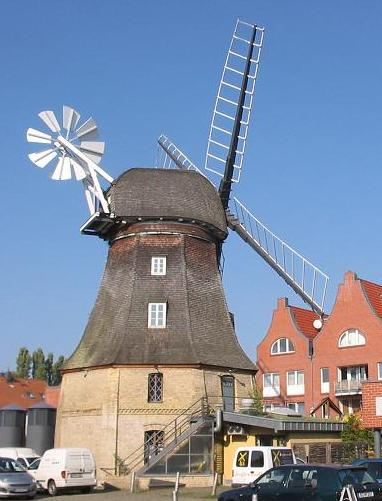
Jungfermühle

Le village a été fondé en 1373 par des colons allemands probablement à l'emplacement d'un ancien Wends, 'village du nom de Buk (un hêtre) prononcé avec son suffixe patronymique -ow. 
Jusqu'en 1920, Buckow était une municipalité de l'ancien Teltow, fusionnée avec Berlin par l'Acte du Grand Berlin.
De 1961 à 1989, ses frontières avec le Brandebourg sont franchies par le mur de Berlin en raison à sa position à la frontière de Berlin-Ouest avec Allemagne de l'Est.
Dans  Goldammerstraße , au n° 34 se trouve un moulin à smocks historique, le Jungfernmühle, l'un des plus anciens de Berlin. Il a été construit en 1753 (ou 1757) et n'a que des répliques d'obturation d'ailes et des roses des vents sans fonctions. Actif jusqu'en 1980 pour broyer le grain en farine, c'est le dernier moulin utilisé dans la ville. 
Aujourd'hui, ses murs abritent un restaurant.

## Population
Le quartier compte 39 987 habitants le 1er janvier 2017 selon le registre des déclarations domiciliaires.

## Transports
La localité n'est pas desservie par les chemins de fer urbains.
Les gares les plus proches (Johannisthaler Chaussee (U-Bahn de Berlin)) et Lipschitzallee (U-Bahn de Berlin), sur la Berlin U-Bahn ligne U7), située dans le Gropiusstadt, ne sont pas très loin.
Elle est desservie par les lignes de bus M11, M44, X11, 112, 171, 172, 179, 272 et 736.

## Jumelages
- Adare (Irlande)